# Théâtre de l'Empire
Le théâtre de l'Empire est une salle de spectacle située au 41, avenue de Wagram dans le 17e arrondissement de Paris, qui a existé de 1886 à 2005.
Le théâtre de l'Empire a été un « temple parisien du spectacle ». Il a, au cours de sa destinée, connu des utilisations diverses et variées : tour à tour music-hall, théâtre, cirque, cinéma puis enfin studios de télévision et salle événementielle.
Le bâtiment a brûlé le 13 février 2005. Néanmoins, la salle Wagram, située à l'arrière du côté de la rue de Montenotte, fut préservée, enchâssée dans le pâté de maisons. L'ensemble immobilier, constitué par le théâtre de l'Empire et la salle Wagram, à deux pas de l’Étoile, a été restructuré en un hôtel cinq étoiles, tout en sauvegardant l'ancienne salle Wagram restaurée.

## Histoire
En 1886, sur l’emplacement d’un grand jardin situé au no 39 bis du boulevard de l’Étoile (nom à l’époque de l’avenue de Wagram), le propriétaire, associé à un entrepreneur de spectacle (Marius Combes), fit construire une première salle de spectacle de bal-concert-attractions dénommée « Concerts Marius Combes ».   
En 1906 l’établissement est transformé en café-concert nommé « l’Étoile-Palace ».
En 1913 celui-ci disparaît remplacé au no 41 par « L’Empire » en 1915 une nouvelle salle de 2 000 places, avec un foyer richement décoré. Marius Combes en fera un Opéra populaire en 1920 où il produira des pièces tombées dans le domaine public, dont les Huguenots, Guillaume Tell, la Juive, la Traviata, etc.     

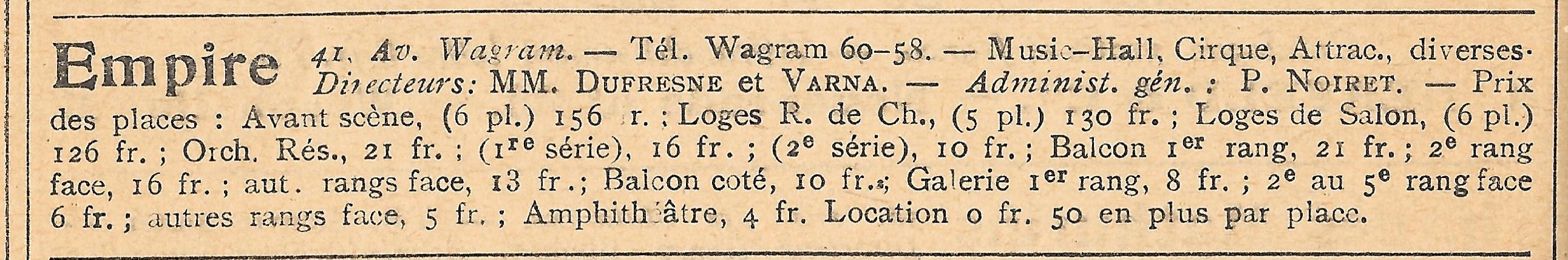
Prix des places et administration en 1925. Directeurs: MM. Dufresne et Varna.

Dix ans après (en 1924), la salle est entièrement reconstruite par Oscar Dufrenne (assassiné en 1933 au Palace) et Henri Varna, le chanteur de revue Émile Audiffred (le Prince des nuits Parisienne, écrira la presse) devient le directeur artistique de 1924 à 1932. Elle  prend alors le nom de Théâtre de l'Empire, et devient un brillant music-hall-cirque rouge et or de 3 000 places que domine une immense scène de 22 mètres d'ouverture et de 18 mètres de profondeur. Le jeu d'orgues est alors le plus moderne de Paris. L'Empire devient alors la plus brillante salle de Paris et d'Europe où l'on vient applaudir de nombreux Artistes internationaux des années folles : Damia, Lucienne Boyer, Jeanette MacDonald, Yvette Guilbert, Yvonne George, Aristide Bruant, Dranem, Ouvrard, Grock, Ray Ventura et ses collégiens, Dora Stroeva, Alibert, Jules Berry, Henry Garat, Carlos Gardel, Félix Mayol et surtout Maurice Chevalier, qui fut particulièrement subjugué par l'étonnante sonorité de cette salle immense.     
Dans les années trente, un certain Serge Alexandre, de son vrai nom Stavisky, escroc du scandale du Crédit municipal de Bayonne (et dont la mort violente est demeurée une énigme policière) dirige le théâtre de l'Empire en 1933 pour complaire à une actrice et chanteuse viennoise, Rita Georg.
Puis pendant une saison (1936-1937), les frères Amar prennent la direction de l’Empire en proposant des spectacles de music-hall-cirque. Ils présentent  bien sûr des numéros de cirque de grande qualité, mais laissent également une part importante aux variétés.  
À partir de mars 1937, l'Empire devient un des hauts-lieux de l’opérette parisienne : Luis Mariano joue pendant plus de six mois La Belle de Cadix, sont également programmés des œuvres comme Plein feu avec Maurice Chevalier, Porgy and Bess de Gershwin L’opéra de Quat’Sous de Brecht et Weil, Orphée de Gluck et des ballets comme ceux de Roland Petit, ou du marquis de Cuevas.  
À partir de 1937, on y fit jouer quelques pièces de théâtre, sans grand succès. L'Empire ferma ses portes pendant toute la durée de la Seconde Guerre mondiale. En 1946, c'est une salle de cinéma qui rouvrit, puis dès 1949, elle fut retransformée en théâtre, où se succédèrent pièces et opérettes.    
Modernisée, la salle connaît une nouvelle inauguration le 5 février 1962, avec une façade  constituée d'une verrière de 250 m2. Elle peut alors accueillir 1 200 spectateurs sur deux niveaux (900 fauteuils dans l'orchestre, 300 fauteuils au balcon);  elle est alors spécialement équipée pour projeter des films en Cinérama sur un écran de 30 m sur 10 m et elle est dénommée « l'Empire Cinérama -Théâtre Abel Gance ».  
En 1975, le théâtre de l'Empire est racheté par la Société française de production qui en fait un endroit où la télévision est très présente. L'inauguration a lieu en décembre 1975. C'est ici qu'est enregistré le premier tirage du loto le 19 mai 1976. À partir de 1977, la salle de spectacle principale (la salle Varna) est utilisée le samedi, pendant plus de vingt ans, pour le tournage de nombreuses émissions comme Dimanche Martin et la célèbre École des fans, l'émission dominicale de Jacques Martin, mais aussi Mardi Cinéma de Pierre Tchernia , Palmarès 80, Chorus, la cérémonie des César ou L'Académie des neuf. Les studios Souplex et Violine, situés au rez-de-chaussée, sont utilisés pour d'autres émissions comme Le Cercle de minuit.  
Le dimanche 13 février 2005, peu avant 7 heures, l'Empire est dévasté par une très forte explosion provoquée par la défectuosité du groupe de sécurité d'un chauffe-eau, faisant sept blessés légers. 
Le théâtre de l'Empire, qui appartenait au groupe français Altarea depuis 1999, propriétaire d'une quinzaine de centres commerciaux en France, dont Bercy Village, fut  démoli à la suite du sinistre. Il est alors remplacé par un hôtel cinq étoiles, le Renaissance Arc de Triomphe avec une façade de verre en courbes et contre-courbes réalisée par l'architecte Christian de Portzamparc, « façade du XXIe siècle » qui remplace les anciennes façades de l'Empire et de la salle Wagram.

## Émissions TV tournées au théâtre de l'Empire
- Bonne année Spéciale 31 (1975)
- Joe Dassin à l'Empire (1976)
- Ces messieurs nous disent (1977-1978)
- Contre ut (1977-1978)
- Musique and Music (1977-1978)
- L'École des fans  (1977-1998)
- TV Music-hall (1978)
- Blue jean (1978)
- La belle nuit (1978)
- Avec... (1978)
- Exclusif (1978)
- Chorus (émission de télévision) (1978-1981)
- Joe Dassin, 15 ans de chansons (1979)
- Le Collaro show (1979-1981)
- Passez donc me voir (1979-1982)
- Palmarès (1979-1981)
- Incroyable mais vrai ! (1980-1983)
- Entrez les artistes (1980-1986)
- Thé dansant (1982)
- L'Académie des neuf (1982)
- Sélection française Concours de l'Eurovision (1983)
- La remise des César du cinéma 1984
- Le petit théâtre de Bouvard (1984)
- Mardi cinéma (1984-1986)
- Si j'ai bonne mémoire (1983-1985)
- Tout le monde le sait (1985-1986)
- Le Kiosque à Musique (1985/1987)
- Thé Tango (1987 à 1989)
- Le monde est à vous (1987-1997)
- L'élection de Miss France 1988
- Du côté de chez Fred (1988 à 1990)
- Mille bravo (1990-1991)
- Ainsi font, font, font (1990/1996)
- Merci et encore bravo (1991-1992)
- La nuit du ramadan (1993)
- Le Cercle de minuit (1992-1997)
- Sous vos applaudissements (1997-1998)
- La nuit du ramadan (1998)
- Le Grenier aux trésors, spectacle musical de Jean-Jacques Debout, avec Chantal Goya, s'y est joué en décembre 1998 et fut filmé pour une sortie en vidéo.